# Вилијам Клемент Стоун
Вилијам Клемент Стоун (Чикаго, 4. мај 1902 — Еванстон, 3. септембар 2002) био је амерички бизнисмен, филантроп и аутор књиге за самопомоћ.

## Биографија
Рођен је у Чикагу, Илиноис, 4. маја 1902. Отац му је умро 1905, остављајући породицу у дуговима. 1908. године  продавао је новине на јужној страни Чикага, док му је мајка радила као кројачица. До 1915. године поседовао је властити киоск . 1918. године преселио се у Детроит како би продао осигурање од повреде за случај незгоде своје мајке.
Стоне је напустио средњу школу да би се бавио осигурањем пуно радно време. Дипломирао је на ИМЦА Централној средњој школи у Чикагу. Похађао је курсеве на Правном факултету у Детроиту (сада Државни факултет у Мичигену) и Универзитету Северозапад .
Много тога што се зна о Стоуну потиче из његове аутобиографије Систем успеха који никад не греши.  У тој књизи он говори о свом раном пословном животу који је започео продајом новина у ресторанима. У то време је то била новина, одступање од типичне праксе дечака који продају новине по улицама.
Испрва су менаџери ресторана покушали да га обесхрабре, али постепено их је освојио због своје љубазности, шарма, упорности и чињенице да већина покровитеља ресторана није имала приговор на овај нови начин продаје папира.
Одатле је напредовао и прешао на продајиуполиса осигурања у пословним канцеларијама у центру. Његова мајка управљала је његовом новом каријером и заједно су били веома успешни.
Стоне је био живи пример пословног протагонисте у причама Хоратија Алгера, којег је волео. На крају је постао "анђео" другима, подижући неке из сиромаштва до великих успеха. Једна од његових великих прича о успеху био је Ог Мандино, алкохоличар којег је Стоун узео под крило. Веза је довела до новог живота за Мандина, који је постао издавач магазина Успех . Године 1978., Стоне је упознао агресивног младог брокера по имену Кристофер Нолан и регрутовао га као свог директора за образовање форума за предузетништво. Форуме је креирао Стонун да едукује перспективне власнике предузећа у Чикагу.
Стоун је 1919. године изградио Америчко комбиновано осигуравајуће друштво које је пружало и покриће за случај незгоде и здравствено осигурање; до 1930. имао је преко 1000 агената који су за њега продавали осигурање широм Сједињених Држава. До 1979. године његово осигуравајуће друштво премашило је милијарду долара имовине. Комбиновано осигуравајуће друштво се касније спојило са Рајан Инсуран Груп да  би се формирао Аон Корпорација 1987. године, касније продат АЦЕ Лимитед у априлу 2008. године за 2,56 милијарди $.
Године 1951., Стоун је основао међурелигијску групу "Вашингтонско ходочашће", која је касније постала " верска баштина Америке ".
Стоун је допринео са 10 милиона долара изборним кампањама председника Ричарда Никсона 1968. и 1972 .; цитирани су у конгресним расправама након скандала са Вотергејтом ради успостављања лимита потрошње за кампању.
Према Тиму Вaјнеру, у филму „ Један човек против света: Трагедија Ричарда Никсона“, 1972. године, адвокат председника Никсона Херберт Калмбах помогао је да се прикупи новац за Никсонову председничку кампању продајом амбасадорских места великим донаторима, укључујући „В. Клемента Стоуна, [који ] обећаше три милиона долара. " Стоун је желео да постане амбасадор у Великој Британији, "коју је већ заузео амбасадор Валтер Аненберг, који је дао 254.000 долара како би остао на месту" (стр.   160).
Стоун се повезао са Наполеоном Хилом да би предавао курс филозофије личног постигнућа "Наука о успеху". Стоун је написао: "Један од најважнијих дана у мом животу био је дан када сам почео да читам Мисли и обогати се 1937. године. Стоун је рекао да је Библија "највећа светска књига о самопомоћи".
У последњем интервјуу пре његове смрти, Стоун је објаснио важност позитивног менталног става: "За постизање вредног успеха потребан је позитиван ментални став. Ми у Америци знамо шта је то за нас, јер смо наследили начела јудео-хришћанских вера на којима су заснивали наш устав, закони и обичаји.... Настојте да разумете и примените Златно правило.... Верујте да се може постићи било који циљ који не крши законе Божје или права ваших ближњих..." . Позивање на речи М.Л. Хериса: "Похађао сам један од митинга позитивног менталног става у Минеаполису у Минесоти, 1976. Никада нећу заборавити Стоуна, главног карактера тог догађаја; и како је скочио на бину, зграбио микрофон и викао: Осећам се здраво! Осећам се срећно! Осећам се сјајно! Дао ми је мотивацију. У то време имао је 74 године; и поседовао је енергију човека у тридесетим годинама. " ~ М.Л. Херис, аутор.
Стоне је умро 3. септембра 2002 у Еванстону у држави Илиноис .

## Књиге
Стоун је наглашавао да се успева кроз позитиван ментални став. Стоун је усвојио мото свог ментора, Наполеона Хила, "Шта год ум може замислити и веровати, ум може постићи (уз позитиван ментални став)."  1960. године Стоун се удружио с Наполеоном Хилом како би написао филм Успех кроз позитиван ментални став . Књига Успех кроз позитиван ментални став укључује следеће сведочанство Роберта Х. Шилера на унутрашњој насловној страни: "Успех кроз позитиван ментални став једна је од десет књига које су највише утицале на моју веру и моју филозофију ... ниједно образовање није комплетно без концепата који су тако мудро артикулисани у њему тако добро."  Норман Винсент Пил рекао је да Стоун и Хил "имају ретки дар да надахњују и помажу људима... У ствари, дугујем им обојици лични дуг захвалности за корисне смернице које сам добио из њихових писања. "  Стоун и Хил основали су и месечни сажетак часописа под називом Неограничени успех . Године 1962. Стоне је написао Систем успеха који никад не греши, у којем је сугерисао како да постанете успешни и да водите здрав, продуктиван животни стил. Године 1964. он и Норма Ли Браунинг сарађивали су на писању филма "Друга страна ума" .

## Филантропија
Стоун је дао преко 275 милиона долара у добротворне сврхе, укључујући ту цивилне групе, донације за унапређење менталног здравља и хришћанским организацијама. Постоји Стоунова изрека која гласи: "Све што желим да урадим је да променим свет.".
Међу његовим филантропским активностима биле су дугогодишња подршка Америчким клубовима дечака (данас Клубови дечака и девојчица Америке), и Националног музичког кампа у Интерлочену, Мичиген. Стоун студентски центар је посвећен 24. јуна 1967. у кампусу Интерлочен центра за уметност. Стоун је донирао милион долара др Роберт Х. Шилеру да започне изградњу на Кристалној катедрали. Фондацију В. Клемент и Џеси В. Стоне основали су Стоун и његова супруга ради пружања помоћи из хуманитарних, менталних, верских и друштвених разлога. У 2009. години Фондација је дала 3.805.625 долара намењеним за важне случајеве. Фондација такође даје стипендије за колеџе; један од корисника је демограф, анкетар и политички ученик Елиотт Стоунчипер из Шривпорта, држава Луизијана, који је у такмичењу "Дечак године" ушао крајем шездесетих на националном такмичењу за клубове дечака.
Стоун је подржавао Фондацију Наполеона Хила, чији је и био директор 40 година и која се финансира из његових прихода. Стоне је прославио свој 100. рођендан поклоном од 100.000 долара Универзитету Илиноис у Чикагу .
Стоне је пружио већи део почетног финансирања организације за самопомоћ, РАСТ(GROW) . Стоун је примљен у Удружење угледних Американаца Хорацио Алгер и био је слободни зидар .
Вилијам Клемент Стоун је једном изјавио: "Без обзира на то шта сте или шта сте били, и даље можете постати оно што можда желите да будете." 

## Остало
1973. Стоуну је додељен почасни докторска диплома правних наука са колеџа Вајтиер .